# Архівні установи України
Архівні установи України

## Системні архівні установи
- Державна архівна служба України
- Український науково-дослідний інститут архівної справи та документознавства (УНДІАСД)
- Науково-довідкова бібліотека Центральних державних архівів України (НДБ ЦДА України)
- Державний центр збереження документів Національного архівного фонду (ДЦЗД НАФ)

## Центральні державні архівні установи
- Центральний державний архів вищих органів влади та управління України (ЦДАВО України)
- Центральний державний архів громадських об’єднань та україніки (ЦДАГОУ)
- Центральний державний історичний архів України, м. Київ (ЦДІАК України)
- Центральний державний історичний архів України, м. Львів (ЦДІАЛ України)
- Центральний державний аудіовізуальний та електронний архів (ЦДАЕА)
- Центральний державний науково-технічний архів України (ЦДНТА України)
- Центральний державний архів-музей літератури і мистецтва України (ЦДАМЛМ України)

Відповідно до постанови Кабінету Міністрів України від 28 червня 2022 р. № 732 «Про оптимізацію системи центральних державних архівів» у системі центральних державних архівних установ відбулися зміни. Утворено: Центральний державний архів громадських об’єднань та україніки у результаті злиття Центрального державного архіву громадських об’єднань України та Центрального державного архіву зарубіжної україніки; Центральний державний аудіовізуальний та електронний архів у результаті злиття Центрального державного кінофотофоноархіву України імені Г.С. Пшеничного та Центрального державного електронного архіву України.

## Регіональні державні архівні установи
- Державний архів в Автономній Республіці Крим
- Державний архів Вінницької області
- Державний архів Волинської області
- Державний архів Дніпропетровської області
- Державний архів Донецької області
- Державний архів Житомирської області
- Державний архів Закарпатської області
- Державний архів Запорізької області
- Державний архів Івано-Франківської області
- Державний архів Київської області
- Державний архів Кіровоградської області
- Державний архів Луганської області
- Державний архів Львівської області
- Державний архів Миколаївської області
- Державний архів Одеської області
- Державний архів Полтавської області
- Державний архів Рівненської області
- Державний архів Сумської області
- Державний архів Тернопільської області
- Державний архів Харківської області
- Державний архів Херсонської області
- Державний архів Хмельницької області
- Державний архів Черкаської області
- Державний архів Чернівецької області
- Державний архів Чернігівської області
- Державний архів міста Києва
- Державний архів міста Севастополя

## Галузеві державні архіви
- Галузевий державний архів Міністерства оборони України
- Галузевий державний архів Служби безпеки України
- Галузевий державний архів Служби зовнішньої розвідки України
- Галузевий державний архів Міністерства внутрішніх справ України
- Галузевий державний архів Управління державної охорони України
- Галузевий державний архів Міністерства закордонних справ України
- Галузевий державний архів – Державне науково-виробниче підприємство «Картографія»
- Галузевий державний архів матеріалів гідрометеорологічних спостережень Державної служби України з надзвичайних ситуацій
- Галузевий державний архів – Державне науково-виробниче підприємство «Державний інформаційний геологічний фонд України»
- Галузевий державний архів Державної служби спеціального зв’язку та захисту інформації України
- Галузевий державний архів Державної прикордонної служби України
- Галузевий державний архів фінансових посередників Фонду державного майна України
- Галузевий державний архів Міністерства юстиції у сфері виконання кримінальних покарань та пробації
- Галузевий державний архів Українського інституту національної пам’яті
- Галузевий державний архів Управління державної охорони України
- Галузевий державний архів воєнної розвідки (Міністерство оборони України)

## Архівні періодичні видання
- Вісник Державного комітету архівів України
- Журнал "Архіви України"